# Valencia Club de Fútbol 2021-2022
Questa voce raccoglie le informazioni riguardanti il Valencia Club de Fútbol nelle competizioni ufficiali della stagione 2021-2022.

## Stagione
La stagione 2021-2022 è stata la 102ª della storia del Valencia e la sua 87ª consecutiva nella Liga, concludendo il torneo al 9º posto. Inoltre, la partecipazione alla Coppa del Re si è conclusa in finale , in cui il Valencia è stato battuto ai calci di rigore dal Real Betis, mancando la qualificazione alle coppe europee.

## Maglie e sponsor
| Casa | Trasferta | Terza divisa |

Sponsor ufficiale: Socios.com
Fornitore tecnico: Puma

## Rosa
| N. |                        | Ruolo | Calciatore           |
| -- | ---------------------- | ----- | -------------------- |
| 1  | Spagna (bandiera)      | P     | Jaume Doménech       |
| 2  | Portogallo (bandiera)  | D     | Thierry Correia      |
| 3  | Spagna (bandiera)      | D     | Toni Lato            |
| 4  | Stati Uniti (bandiera) | C     | Yunus Musah          |
| 5  | Brasile (bandiera)     | D     | Gabriel Paulista     |
| 6  | Spagna (bandiera)      | D     | Hugo Guillamón       |
| 7  | Portogallo (bandiera)  | C     | Gonçalo Guedes       |
| 8  | Serbia (bandiera)      | C     | Uroš Račić           |
| 9  | Uruguay (bandiera)     | A     | Maxi Gómez           |
| 10 | Spagna (bandiera)      | C     | Carlos Soler         |
| 11 | Spagna (bandiera)      | A     | Rubén Sobrino        |
| 11 | Angola (bandiera)      | A     | Hélder Costa         |
| 12 | Francia (bandiera)     | D     | Mouctar Diakhaby     |
| 13 | Paesi Bassi (bandiera) | P     | Jasper Cillessen     |
| 14 | Spagna (bandiera)      | D     | José Gayà (capitano) |
| 15 | Paraguay (bandiera)    | D     | Omar Alderete        |
| 16 | Spagna (bandiera)      | A     | Álex Blanco          |
| 17 | Russia (bandiera)      | C     | Denis Čeryšev        |
| 18 | Danimarca (bandiera)   | C     | Daniel Wass          |
| 19 | Spagna (bandiera)      | A     | Hugo Duro            |

| N. |                     | Ruolo | Calciatore           |
| -- | ------------------- | ----- | -------------------- |
| 20 | Francia (bandiera)  | D     | Dimitri Foulquier    |
| 21 | Spagna (bandiera)   | A     | Manu Vallejo         |
| 21 | Spagna (bandiera)   | A     | Bryan Gil            |
| 22 | Brasile (bandiera)  | A     | Marcos André         |
| 23 | Spagna (bandiera)   | A     | Jason                |
| 23 | Guinea (bandiera)   | C     | Ilaix Moriba         |
| 24 | Italia (bandiera)   | D     | Cristiano Piccini    |
| 24 | Svizzera (bandiera) | D     | Eray Cömert          |
| 26 | Spagna (bandiera)   | C     | Pedro Alemañ         |
| 27 | Francia (bandiera)  | C     | Koba Koindredi       |
| 28 | Georgia (bandiera)  | P     | Giorgi Mamardashvili |
| 30 | Spagna (bandiera)   | C     | Javi Guerra          |
| 32 | Spagna (bandiera)   | D     | Jesús Vázquez        |
| 33 | Spagna (bandiera)   | A     | Diego López          |
| 34 | Spagna (bandiera)   | D     | Joseda Menargues     |
| 37 | Spagna (bandiera)   | D     | Cristhian Mosquera   |
| 38 | Spagna (bandiera)   | D     | César Tárrega        |
| 39 | Spagna (bandiera)   | D     | Rubén Iranzo         |
| 44 | Spagna (bandiera)   | A     | Yellu Santiago       |

## Calciomercato

### Sessione estiva
| Acquisti | Acquisti             | Acquisti        | Acquisti                   |
| R.       | Nome                 | da              | Modalità                   |
| -------- | -------------------- | --------------- | -------------------------- |
| A        | Marcos André         | Real Valladolid | definitivo (8,5 milioni €) |
| D        | Dimitri Foulquier    | Granada         | definitivo (2,5 milioni €) |
| P        | Giorgi Mamardashvili | Dinamo Tbilisi  | prestito (200 mila €)      |
| A        | Hélder Costa         | Leeds Utd       | prestito                   |
| A        | Hugo Duro            | Getafe          | gratuito                   |

| Cessioni | Cessioni         | Cessioni      | Cessioni      |
| R.       | Nome             | a             | Modalità      |
| -------- | ---------------- | ------------- | ------------- |
| C        | Lee Kang-in      | Maiorca       | gratuito      |
| A        | Kevin Gameiro    | Strasburgo    | gratuito      |
| D        | Javi Jiménez     | Albacete      | gratuito      |
| A        | Rubén Sobrino    | Cadice        | n.d.          |
| D        | Jorge Sáenz      | Marítimo      | prestito      |
| D        | Eliaquim Mangala |               | svincolato    |
| A        | Patrick Cutrone  | Wolverhampton | fine prestito |
| D        | Ferro            | Benfica       | fine prestito |

#### Sessione invernale
| Acquisti | Acquisti             | Acquisti       | Acquisti                |
| R.       | Nome                 | da             | Modalità                |
| -------- | -------------------- | -------------- | ----------------------- |
| P        | Giorgi Mamardashvili | Dinamo Tbilisi | definitivo (850 mila €) |
| D        | Eray Cömert          | Basilea        | definitivo (800 mila €) |
| A        | Bryan Gil            | Tottenham      | prestito (500 mila €)   |
| C        | Ilaix Moriba         | RB Lipsia      | prestito                |

| Cessioni | Cessioni          | Cessioni        | Cessioni                   |
| R.       | Nome              | a               | Modalità                   |
| -------- | ----------------- | --------------- | -------------------------- |
| D        | Daniel Wass       | Atlético Madrid | definitivo (2,7 milioni €) |
| A        | Jason             | Alavés          | gratuito                   |
| D        | Cristiano Piccini | Stella Rossa    | gratuito                   |
| A        | Álex Blanco       | Como            | gratuito                   |
| A        | Manu Vallejo      | Alavés          | prestito                   |
| D        | Jorge Sáenz       | Mirandés        | prestito                   |
| P        | Cristian Rivero   | Alcorcón        | prestito                   |

## Risultati

### Primera División

#### Girone di andata
| Arbitro: | Gil Manzano |

|                  |           |  |
| Soler 11’ (rig.) | Marcatori |  |

| Arbitro: | Del Cerro Grande |

|            |           |                  |
| Suárez 16’ | Marcatori | 88’ (rig.) Soler |

| Arbitro: | Ortiz Arias |

|                                |           |  |
| Wass 3’ Soler 45+3’ Guedes 60’ | Marcatori |  |

| Arbitro: | Bengoetxea |

|              |           |                                                           |
| Moncayola 3’ | Marcatori | 26’ Maxi Gómez 51’ (aut.) Aridane 55’ Guedes 73’ Alderete |

| Arbitro: | González Fuertes |

|          |           |                              |
| Duro 66’ | Marcatori | 86’ Vinícius Jr. 88’ Benzema |

| Arbitro: | Sánchez Martínez |

|                                 |           |          |
| A. Gómez 3’ Montiel 15’ Mir 22’ | Marcatori | 31’ Duro |

| Arbitro: | Hernández Hernández |

|                    |           |              |
| Marcos André 90+5’ | Marcatori | 69’ Martínez |

| Cadice 2 ottobre 2021, ore 18:30 CEST 8ª giornata | Cadice        | 0 – 0 referto | Valencia | Stadio Nuovo Mirandilla (14 794 spett.)\| Arbitro: \| Pizarro Gómez \| |
| Arbitro:                                          | Pizarro Gómez |               |          |                                                                        |

| Arbitro: | Gil Manzano |

|                                        |           |         |
| Fati 13’ Depay 41’ (rig.) Coutinho 85’ | Marcatori | 5’ Gayà |

| Arbitro: | Del Cerro Grande |

|                         |           |                                      |
| Guedes 90+3’ Gayà 90+8’ | Marcatori | 32’ Á. Rodríguez 38’ (aut.) Diakhaby |

| Arbitro: | de Mera Escuderos |

|                                                               |           |             |
| Borja Iglesias 14’ (rig.), 30’ Pezzella 41’ (rig.) Juanmi 68’ | Marcatori | 39’ Gabriel |

| Arbitro: | José Luis Munuera Montero |

|                                |           |  |
| Guillamón 43’ Soler 77’ (rig.) | Marcatori |  |

| Arbitro: | Soto Grado |

|                                         |           |                                       |
| Savić 50’ (aut.) Hugo Duro 90+2’, 90+6’ | Marcatori | 35’ Suárez 58’ Griezmann 60’ Vrsaljko |

| San Sebastián 21 novembre 2021, ore 21:00 CET 14ª giornata | Real Sociedad | 0 – 0 referto | Valencia | Anoeta (28 635 spett.)\| Arbitro: \| Melero López \| |
| Arbitro:                                                   | Melero López  |               |          |                                                      |

| Arbitro: | Hernández Hernández |

|                  |           |             |
| Soler 19’ (rig.) | Marcatori | 64’ Palazón |

| Arbitro: | de Burgos Bengoetxea |

|                |           |                         |
| Iago Aspas 11’ | Marcatori | 19’ Duro 53’ Maxi Gómez |

| Arbitro: | Jaime Latre |

|                        |           |          |
| Guedes 23’ Piccini 86’ | Marcatori | 75’ Boyé |

| Arbitro: | González Fuertes |

|                                    |           |                                       |
| Campaña 21’ Roger 24’ Bardhi 90+1’ | Marcatori | 44’, 85’ Guedes 50’ (rig.), 72’ Soler |

| Arbitro: | Sánchez Martínez |

|              |           |                               |
| Alderete 51’ | Marcatori | 83’ (rig.) De Tomás 88’ Puado |

#### Girone di ritorno
| Arbitro: | Hernández Hernández |

|                                               |           |            |
| Benzema 43’ (rig.), 88’ Vinícius Jr. 52’, 61’ | Marcatori | 76’ Guedes |

| Arbitro: | Soto Grado |

|            |           |                    |
| Guedes 44’ | Marcatori | 7’ (aut.) Diakhaby |

| Arbitro: | Díaz de Mera Escuderos |

|                                       |           |                    |
| Cunha 64’ Correa 90’ M. Hermoso 90+3’ | Marcatori | 25’ Musah 44’ Duro |

| Valencia 6 febbraio 2022, ore 14:00 CET 23ª giornata | Valencia         | 0 – 0 referto | Real Sociedad | Mestalla (31 351 spett.)\| Arbitro: \| Sánchez Martínez \| |
| Arbitro:                                             | Sánchez Martínez |               |               |                                                            |

| Arbitro: | Cordero Vega |

|                            |           |                   |
| Loum 14’ Joselu 76’ (rig.) | Marcatori | 62’ (rig.) Guedes |

| Arbitro: | del Cerro Grande |

|           |           |                                         |
| Soler 52’ | Marcatori | 23’, 38’, 63’ Aubameyang 32’ F. de Jong |

| Arbitro: | Figueroa Vázquez |

|  |           |            |
|  | Marcatori | 4’ Gabriel |

| Arbitro: | Pizarro Gómez |

|                                            |           |                     |
| Guedes 48’ Maxi Gómez 51’ Soler 62’ (rig.) | Marcatori | 56’ (aut.) Doménech |

| Getafe 12 marzo 2022, ore 21:00 CET 28ª giornata | Getafe           | 0 – 0 referto | Valencia | Coliseum Alfonso Pérez (10 349 spett.)\| Arbitro: \| Cuadra Fernández \| |
| Arbitro:                                         | Cuadra Fernández |               |          |                                                                          |

| Arbitro: | Ortiz Arias |

|  |           |            |
|  | Marcatori | 50’ Guedes |

| Valencia 3 aprile 2022, ore 18:30 CEST 30ª giornata | Valencia          | 0 – 0 referto | Cadice | Mestalla (32 949 spett.)\| Arbitro: \| de Mera Escuderos \| |
| Arbitro:                                            | de Mera Escuderos |               |        |                                                             |

| Arbitro: | De Burgos Bengoetxea |

|                  |           |           |
| S. Guardiola 83’ | Marcatori | 57’ Soler |

| Arbitro: | Melero López |

|                  |           |                              |
| Soler 83’ (rig.) | Marcatori | 50’ (rig.) Ávila 74’ Budimir |

| Arbitro: | José Luis Munuera Montero |

|                         |           |  |
| Danjuma 10’ (rig.), 17’ | Marcatori |  |

| Arbitro: | Figueroa Vázquez |

|          |           |            |
| Duro 27’ | Marcatori | 81’ Duarte |

| Bilbao 7 maggio 2022, ore 16:15 CEST 35ª giornata | Athletic Bilbao               | 0 – 0 referto | Valencia | Stadio di San Mamés (41 091 spett.)\| Arbitro: \| Isidro Díaz De Mera Escuderos \| |
| Arbitro:                                          | Isidro Díaz De Mera Escuderos |               |          |                                                                                    |

| Arbitro: | Del Cerro Grande |

|  |           |                                                 |
|  | Marcatori | 57’ Willian José 87’ Canales 90’ Borja Iglesias |

| Arbitro: | Muñiz Ruiz |

|                |           |                |
| De Tomás 45+2’ | Marcatori | 37’ Maxi Gómez |

| Arbitro: | Cordero Vega |

|                                     |           |           |
| Maxi Gómez 28’ N. Araujo 60’ (aut.) | Marcatori | 50’ Aspas |

### Coppa di Spagna
| Arbitro: | Soto Grado |

|  |           |                                          |
|  | Marcatori | 27’ Marcos André 52’ Musah 70’ Koindredi |

| Arbitro: | Munuera Montero |

|             |           |                                        |
| Magisano 8’ | Marcatori | 1’ Musah 70’ Guillamón 113’ J. Vallejo |

| Arbitro: | González Fuertes |

|                   |           |                           |
| Ortuño 75’ (rig.) | Marcatori | 35’ Soler 90+2’ Cheryshev |

| Arbitro: | González Fuertes |

|  |           |                 |
|  | Marcatori | 1’ Marcos André |

| Arbitro: | Alberola Rojas |

|                     |           |                  |
| Guedes 24’ Duro 79’ | Marcatori | 54’ (rig.) Pérez |

| Arbitro: | Munuera Montero |

|                 |           |          |
| Raúl García 37’ | Marcatori | 65’ Duro |

| Arbitro: | Gil Manzano |

|            |           |  |
| Guedes 43’ | Marcatori |  |

#### Finale
| Arbitro: | Hernández Hernández |

|                                           |                      |                               |
| Iglesias 11’                              | Marcatori            | 30’ Duro                      |
| Willian J. Joaquín Guardado Tello Miranda | Tiri di rigore 5 – 4 | Soler Račić Guedes Musah Gayà |

## Statistiche

### Statistiche di squadra
| Competizione | Punti | In casa | In casa | In casa | In casa | In casa | In casa | In trasferta | In trasferta | In trasferta | In trasferta | In trasferta | In trasferta | Totale | Totale | Totale | Totale | Totale | Totale | DR |
| Competizione | Punti | G       | V       | N       | P       | Gf      | Gs      | G            | V            | N            | P            | Gf           | Gs           | G      | V      | N      | P      | Gf     | Gs     | DR |
| ------------ | ----- | ------- | ------- | ------- | ------- | ------- | ------- | ------------ | ------------ | ------------ | ------------ | ------------ | ------------ | ------ | ------ | ------ | ------ | ------ | ------ | -- |
| Liga         | 48    | 19      | 6       | 8       | 5       | 26      | 24      | 19           | 5            | 7            | 7            | 22           | 29           | 38     | 11     | 15     | 12     | 48     | 53     | -5 |
| Coppa del Re | -     | 2       | 2       | 0       | 0       | 3       | 1       | 6            | 4            | 2            | 0            | 11           | 4            | 8      | 6      | 2      | 0      | 14     | 5      | +9 |
| Totale       | -     | 21      | 8       | 8       | 5       | 29      | 25      | 25           | 9            | 9            | 7            | 33           | 33           | 46     | 17     | 17     | 12     | 62     | 58     | +4 |

### Andamento in campionato
| Giornata  | 1 | 2 | 3 | 4 | 5 | 6 | 7 | 8 | 9  | 10 | 11 | 12 | 13 | 14 | 15 | 16 | 17 | 18 | 19 | 20 | 21 | 22 | 23 | 24 | 25 | 26 | 27 | 28 | 29 | 30 | 31 | 32 | 33 | 34 | 35 | 36 | 37 | 38 |
| --------- | - | - | - | - | - | - | - | - | -- | -- | -- | -- | -- | -- | -- | -- | -- | -- | -- | -- | -- | -- | -- | -- | -- | -- | -- | -- | -- | -- | -- | -- | -- | -- | -- | -- | -- | -- |
| Luogo     | C | T | C | T | C | T | C | T | T  | C  | T  | C  | C  | T  | C  | T  | C  | T  | C  | T  | C  | T  | C  | T  | C  | T  | C  | T  | T  | C  | T  | C  | T  | C  | T  | C  | T  | C  |
| Risultato | V | N | V | V | P | P | N | N | P  | N  | P  | V  | N  | N  | N  | V  | V  | V  | P  | P  | N  | P  | N  | P  | P  | V  | V  | N  | V  | N  | N  | P  | P  | N  | N  | P  | N  | V  |
| Posizione | 6 | 6 | 3 | 4 | 3 | 5 | 8 | 8 | 10 | 10 | 11 | 10 | 10 | 10 | 11 | 8  | 7  | 7  | 9  | 10 | 9  | 10 | 11 | 12 | 12 | 9  | 9  | 9  | 9  | 9  | 9  | 10 | 10 | 10 | 10 | 10 | 11 | 9  |

Legenda:

Luogo: C = Casa; T = Trasferta. Risultato: V = Vittoria; N = Pareggio; P = Sconfitta.

### Statistiche dei giocatori
Sono in corsivo i calciatori che hanno lasciato la società a stagione in corso 
| Giocatore        | Liga     | Liga | Liga        | Liga       | Coppa del Re | Coppa del Re | Coppa del Re | Coppa del Re | Totale   | Totale | Totale      | Totale     |
| Giocatore        | Presenze | Reti | Ammonizioni | Espulsioni | Presenze     | Reti         | Ammonizioni  | Espulsioni   | Presenze | Reti   | Ammonizioni | Espulsioni |
| ---------------- | -------- | ---- | ----------- | ---------- | ------------ | ------------ | ------------ | ------------ | -------- | ------ | ----------- | ---------- |
| O. Alderete      | 29       | 2    | 15          | 0          | 5            | 0            | 2            | 0            | 34       | 2      | 17          | 0          |
| M. André         | 29       | 1    | 3           | 0          | 6            | 2            | 1            | 0            | 35       | 3      | 4           | 0          |
| D. Cheryshev     | 17       | 0    | 1           | 0          | 3            | 1            | 0            | 0            | 20       | 1      | 1           | 0          |
| J. Cillessen     | 17       | -29  | 1           | 0          | 0            | 0            | 0            | 0            | 17       | -29    | 1           | 0          |
| E. Cömert        | 8        | 0    | 2           | 0          | 1            | 0            | 1            | 0            | 9        | 0      | 3           | 0          |
| T. Correia       | 19       | 0    | 5           | 0          | 3            | 0            | 1            | 0            | 22       | 0      | 6           | 0          |
| H. Costa         | 22       | 0    | 3           | 0          | 5            | 0            | 0            | 0            | 27       | 0      | 3           | 0          |
| M. Diakhaby      | 29       | 0    | 11          | 0          | 8            | 0            | 4            | 0            | 37       | 0      | 15          | 0          |
| J. Doménech      | 4        | -4   | 2           | 0          | 5            | -3           | 0            | 0            | 9        | -7     | 2           | 0          |
| H. Duro          | 30       | 7    | 2           | 1          | 6            | 3            | 1            | 0            | 36       | 10     | 3           | 1          |
| D. Foulquier     | 29       | 0    | 11          | 0          | 7            | 0            | 1            | 0            | 36       | 0      | 12          | 0          |
| Gabriel Paulista | 19       | 2    | 2           | 0          | 2            | 0            | 2            | 0            | 21       | 2      | 4           | 0          |
| J. Gayà          | 24       | 2    | 7           | 2          | 7            | 0            | 1            | 0            | 31       | 2      | 8           | 2          |
| B. Gil           | 13       | 0    | 3           | 0          | 4            | 0            | 0            | 0            | 17       | 0      | 3           | 0          |
| M. Gómez         | 29       | 5    | 6           | 1          | 3            | 0            | 1            | 1            | 32       | 5      | 7           | 2          |
| G. Guedes        | 36       | 11   | 3           | 0          | 6            | 2            | 0            | 0            | 42       | 13     | 3           | 0          |
| H. Guillamón     | 31       | 1    | 10          | 1          | 6            | 1            | 3            | 0            | 37       | 2      | 13          | 1          |
| K. Koindredi     | 10       | 0    | 1           | 0          | 3            | 1            | 0            | 0            | 13       | 1      | 1           | 0          |
| T. Lato          | 11       | 0    | 5           | 0          | 5            | 0            | 0            | 0            | 16       | 0      | 5           | 0          |
| D. López         | 0        | 0    | 0           | 0          | 0            | 0            | 0            | 0            | 0        | 0      | 0           | 0          |
| G. Mamardashvili | 18       | -20  | 2           | 0          | 3            | -2           | 0            | 0            | 21       | -22    | 2           | 0          |
| Javi Guerra      | 0        | 0    | 0           | 0          | 1            | 0            | 0            | 0            | 1        | 0      | 0           | 0          |
| R. Iranzo        | 4        | 0    | 2           | 0          | 0            | 0            | 0            | 0            | 4        | 0      | 2           | 0          |
| Jason            | 5        | 0    | 2           | 0          | 2            | 0            | 0            | 0            | 7        | 0      | 2           | 0          |
| I. Moriba        | 14       | 0    | 8           | 1          | 4            | 0            | 0            | 0            | 18       | 0      | 8           | 1          |
| C. Mosquera      | 6        | 0    | 1           | 0          | 1            | 0            | 0            | 0            | 7        | 0      | 1           | 0          |
| Y. Musah         | 29       | 1    | 5           | 0          | 7            | 2            | 1            | 0            | 36       | 3      | 6           | 0          |
| C. Piccini       | 6        | 1    | 1           | 0          | 2            | 0            | 0            | 0            | 8        | 1      | 1           | 0          |
| U. Račić         | 28       | 0    | 2           | 1          | 6            | 0            | 2            | 0            | 34       | 0      | 4           | 1          |
| R. Sobrino       | 1        | 0    | 0           | 0          | 0            | 0            | 0            | 0            | 1        | 0      | 0           | 0          |
| C. Soler         | 32       | 11   | 4           | 0          | 6            | 1            | 1            | 0            | 38       | 12     | 5           | 0          |
| C. Tárrega       | 0        | 0    | 0           | 0          | 2            | 0            | 0            | 0            | 2        | 0      | 0           | 0          |
| M. Vallejo       | 9        | 0    | 3           | 0          | 2            | 1            | 0            | 0            | 11       | 1      | 3           | 0          |
| J. Vázquez       | 15       | 0    | 0           | 0          | 2            | 0            | 1            | 0            | 17       | 0      | 1           | 0          |
| D. Wass          | 19       | 1    | 6           | 0          | 2            | 0            | 0            | 0            | 21       | 1      | 6           | 0          |